# Tanjay
Tanjay é um cidade de  quarta classe de renda da cidade (d) na província Negros Oriental, nas Filipinas. De acordo com o censo de 1 de maio  de  2020 possui uma população de 82 642 pessoas e 20 077 domicílios.